# 함안군·의령군
함안군·의령군은 대한민국의 옛 국회의원 선거구이다. 당시 경상남도 함안군, 의령군 지역을 관할했다.

## 역사
제6대 국회의원 선거를 앞두고 함안군 선거구와 의령군 선거구가 통합되면서 신설되었다.
제9대 국회의원 선거를 앞두고 합천군 선거구와 통합되어 의령군·함안군·합천군 선거구를 이루게 됨에 따라 폐지되었다.

## 역대 국회의원
| 선거   | 정당 | 정당       | 의원   |
| ------ | ---- | ---------- | ------ |
| 1963년 |      | 민주공화당 | 방성출 |
| 1967년 |      | 민주공화당 | 김창욱 |
| 1971년 |      | 신민당     | 조홍래 |

## 역대 선거 결과

### 대한민국 제6대 국회의원 선거
|  | 33.34% |

|  | 21.05% |

|  | 12.71% |

|  | 12.25% |

|  | 7.73% |

|  | 7.56% |

|  | 3.24% |

|  | 2.08% |

|  | 0% |

### 대한민국 제7대 국회의원 선거
|  | 56.87% |

|  | 41.17% |

|  | 1.95% |

|  | 0% |

|  | 0% |

### 대한민국 제8대 국회의원 선거
|  | 50.61% |

|  | 49.38% |